# Euryalos
Euryalos je jeden ze čtyř mladších kyklópů, kteří se objevují hlavně u řeckého básníka Nonna v jeho epické legendě zvané Dionysiaca. V řečtině je jeho název Eνρναλος, což je jméno vzniklé složením dvou slov – předpony eurys (široký) a přípony, která může mít význam alê (kráčející, tulácký) nebo hals (slaná voda, moře). Jméno Euryalos tak může znamenat široce kráčející nebo mořský tulák.

## Konstrukce kyklópského opevnění
Podle pověstí se Kyklópové podíleli na výstavbě některých starořeckých měst. Město Tiryns obehnali hradbami z obrovských balvanů. Byli k tomu povoláni jeho zakladatelem Proitem z Malé Asie. Stavbu provádělo sedm Kyklópů, kteří byli nazýváni Gasterokheirai (gaster = žaludek, kheirai = ruce), protože své jídlo získávali pomocí práce rukou. A zřejmě i jeskyně poblíž města Nauplia (v Argolidě) a práce v nich byly pojmenovány po nich. Dalšími údajnými pracemi kyklópů byly městské zdi v Mykénách včetně brány se lvy a také hlava Medúzy ve svatyni Kephisos.
Masivní zdivo z hrubě opracovaných velkých kamenů se tak díky těmto pověstem dnes nazývá kyklopské.

## Euryalos v Nonnově Dionysiace
Kyklópové se podle Nonna účastnili Dionýsiovy vojenské výpravy proti indickému národu. Spolu s Euryalosem jsou jako účastníci války ze strany kyklópů jmenováni Brontés, Steropés, Elatreus, Argés, Trakhios a Halimedes. Házením skal se jim dařilo drtit indické vojsko a málem se jim podařilo i zabít indického krále, kterého v poslední chvíli zachránil říční bůh Hydaspes, jeho otec.